# Menhir du Puy de la Fage
Le menhir du Puy de la Fage, appelé aussi pierre des trois évêques, est un menhir situé sur le territoire de la commune de Meyrueis, dans le département de la Lozère en France.

## Description
Le menhir est constitué d'un bloc de dolomie de 3,50 m de haut sur 1,03 m de large et 0,75 m d'épaisseur. Son poids est estimé à 7 tonnes. Initialement, le menhir était dressé à 45 m au sud de son emplacement actuel.